# Paraceto orientalis
Espèce
Synonymes
- Ceto orientalis Schenkel, 1936
- Cetonana orientalis (Schenkel, 1936)
- Trachelas joopili Kim & Lee, 2008

Paraceto orientalis est une espèce d'araignées aranéomorphes de la famille des Trachelidae.

## Distribution
Cette espèce se rencontre en Chine au Sichuan et au Gansu et en Corée du Sud,.

## Description
La femelle décrite par Jin, Yin et Zhang en 2017 mesure 4,87 mm.

## Publication originale
- Jin, Yin & Zhang, 2017 : Description of Paraceto gen. n. and a relimitation of the genus Cetonana (Araneae: Trachelidae). Zootaxa, no 4320(2), p. 225-244.